# Order Saksoński Pomocy przy Powodzi 2002
Order Saksoński Pomocy przy Powodzi 2002 (niem. Sächsischen Fluthelfer-Orden 2002) – odznaczenie nadawane przez kraj związkowy RFN Saksonię.

## Historia
Order został ustanowiony 11 października 2002 przez prezesa Rady Ministrów landu Saksonia Georga Milbradta i prezesa landtagu krajowego Ericha Iltgena jako nagroda dla dziesiątków tysięcy ludzi, żołnierzy Bundeswehry, strażaków, policjantów i cywilów, którzy pomagali przy zwalczaniu skutków powodzi latem 2002 roku. Order, nadawany przez prezesa Rady Ministrów i prezesa landtagu,otrzymują wszyscy, zarówno obywatele niemieccy jak cudzoziemscy, którzy poświęcili co najmniej jeden dzień na zwalczanie skutków powodzi. Listy wniosków o nadanie odznaczenia kierowane są do saksońskiego MSW, które po zaopiniowaniu przekazuje je saksońskiej Kancelarii Państwowej. Według jej szefa Stanislawa Tillicha przewidywało się nadanie ok. 100 000 odznaczeń. Nadania nie są zakończone.

## Insygnium
Wbrew swej nazwie "Order Saksoński Pomocy przy Powodzi 2002" odznaczenie jest właściwie jednoklasowym medalem, rangę orderu nadano mu świadomie, by mógł być noszony do munduru przy oficjalnych uroczystościach. Oznaką orderu jest zatem okrągły medal z brązu, na awersie, którego widnieje "Ruciany Herb" Saksonii z napisami "Freistaat Sachsen" ("Wolny Kraj Saksonia") i "Hochwasser 2002 - Sie haben geholfen" ("Powódź 2002 - Pomógł Pan (Pani)"). Na rewersie oznaki znajduje się mapa Saksonii z zaznaczonymi wyraźnie rzekami i szczególnie krytycznymi miejscami powodzi. Order noszony jest na białej wstążce z dwiema zielonymi bordiurami, takiej samej jaką miał dawny królewsko-saski Order Zasług Cywilnych. W wypadku śmierci odznaczonego order pozostaje własnością rodziny, ale nie wolno go sprzedać.

## Wybrani odznaczeni
- Mariusz Feltynowski